# 奧克利青少年發展中心
奧克利青少年發展中心（英語：Oakley Youth Development Center）是位於美國密西西比州海恩茲縣的非建制地區。

## 歷史
奧克利青少年發展中心的郵局自1837年營運至今。

## 地理
奧克利青少年發展中心所處的海拔為高於海平面60米（即197英呎），而該地所採用的時區為UTC-6，即北美中部時區（CST）。同時該地設有夏令時間，為UTC-6調快一小時，即UTC-5（CDT）。